# Simulium ulyssesi
Simulium ulyssesi är en tvåvingeart som beskrevs av Py-daniel och Coscaron 2001. Simulium ulyssesi ingår i släktet Simulium och familjen knott. Inga underarter finns listade i Catalogue of Life.